# Renault 18
Renault 18 är en framhjulsdriven personbil tillverkad av Renault 1978–1989.
Den ersatte Renault 12 modellåret 1978. Modellen såldes i mycket litet antal i Sverige men var populär i bland annat Argentina där man hade produktionen kvar till 1998.
I Europa och USA lades produktionen ner 1986 till förmån för Renault 21 i Europa, och i USA som Eagle Medallion.